# Longhu (köping i Kina, Henan)
Longhu (kinesiska: 龙湖, 龙湖镇) är en köping i Kina. Den ligger i provinsen Henan, i den centrala delen av landet, omkring 18 kilometer söder om provinshuvudstaden Zhengzhou. Antalet invånare är 119 153. Befolkningen består av 60 401 kvinnor och 58 752 män. Barn under 15 år utgör 11,0 %, vuxna 15-64 år 84 %, och äldre över 65 år 3,0 %.
Genomsnittlig årsnederbörd är 604 millimeter. Den regnigaste månaden är juli, med i genomsnitt 133 mm nederbörd, och den torraste är januari, med 5 mm nederbörd.